# Entre-côtes du Milieu
Le site Natura 2000 « Entre-côtes du Milieu » (numéro officiel : FR4301328) est un site d'intérêt communautaire situé dans le département du Jura, en Franche-Comté. Il s'agit d'un site à haut intérêt paysager caractérisé par de nombreux habitats naturels remarquables, dont une partie jugés prioritaires, ainsi que par une grande diversité floristique avec plusieurs types de forêts, des tourbières, des pelouses… L'importance écologique de la région est marquée par la présence de nombreux sites de protection environnementaux.

## Géographie

### Situation
Le site « Entre-côtes du Milieu » est situé dans l'est du département du Jura, non-loin de la limite avec le département du Doubs. Il est implanté sur le territoire des communes de Foncine-le-Bas et de Foncine-le-Haut, qui totalisent en 2010 une population de 1 229 habitants. Il est situé à 11 km au sud-est de la ville de Champagnole, à 16 km au nord de Morez et à 35 km au sud-ouest de Pontarlier.

### Topographie
Le site s'étend sur 6,84 km2 au cœur du massif du Jura, à une altitude variant entre 734 et 1 188 m. Il protège l'étroite combe d'Entre-côte (entre 970 et 1 150 m) sur 5 km de long, dominée d'une cinquantaine de mètres au nord-ouest par la forêt de la Haute Joux (1 148 m) et d'une centaine de mètres au sud-est par le Croz Mont(1 188 m), une partie du flanc nord-ouest du val de Foncine (entre 900 et 1 039 m), le flanc nord-ouest de la côte du Bayard (1 071 m) et les gorges de Malvaux (734 m),.

### Climat
Le site naturel est soumis à un climat continental à influence océanique marqué par une forte pluviométrie (1 800 mm/an), répartie sur environ 190 jours (dont un quart constituée de neige entre novembre et avril), de grandes périodes de gel (150 jours), une température moyenne de – 1 °C en janvier et de 16 °C en juillet, ainsi qu'une forte amplitude thermique entre l'hiver et l'été (environ 50 °C).

## Historique
Le site « Entre-côtes du Milieu » a été intégré au réseau Natura 2000 le 31 décembre 1998 en étant proposé éligible comme site d'intérêt communautaire (SIC). Il devient zone spéciale de conservation par arrêté, le 27 mai 2009, et est enregistré comme SIC le 13 janvier 2012.

## Protection de l'environnement
La région du site « Entre-côtes du Milieu » est caractérisée par de nombreuses zones de protection environnementales diverses, dont la plupart sont partiellement situées sur le territoire du site. Il est situé en totalité au sein du territoire du parc naturel régional du Haut-Jura ; 43 % du site Natura 2000 recouvre près de la moitié de la zone de l'arrêté de biotope de la forêt du Paradis. Le site est également situé sur le territoire de la ZNIEFF de type II « Forêts de Granges-Narboz, du Laveron, de Mignovillard, du Prince, et de la Haute Joux » et englobe une très grande partie du territoire de la ZNIEFF de type I « Entrecôtes du Milieu, du Haut, le Bulay ».